# Sophronica laterifusca
Sophronica laterifusca là một loài bọ cánh cứng trong họ Cerambycidae.